# Albiano (Trentino-Alto Adige)
Albiano (Albiàn in dialetto trentino) è un comune italiano di 1 541 abitanti della provincia di Trento in Trentino-Alto Adige.
Situato nella val di Cembra sulla sinistra idrografica del torrente Avisio, il comune, con le frazioni di Barco di Sopra e Barco di Sotto, si sviluppa lungo la S.P. n. 76 denominata Gardolo Lases. Albiano è collocato nel Trentino orientale, a nord-est del capoluogo, da cui dista una ventina di chilometri.

## Storia
Circa 260 milioni di anni fa ebbero luogo grandi eruzioni di magma acidi, che diedero vita alla formazione di un'ampia piattaforma porfirica, che si estendeva dalla zona dove attualmente sorge Lavis, a Pinè, a Cavalese e Ora, da Nova Ponente a Merano: siamo in presenza del giacimento di porfido più esteso d'Europa.
Il paese è stato edificato, al pari degli altri centri abitati della valle di Cembra, su un pianoro morenico di origine glaciale, ad una quota mediana del versamento vallivo (metri 643 s.l.m.).
Il popolamento di Albiano risale molto indietro nel tempo: sono stati rinvenuti oggetti dell'età del bronzo e dell'età del ferro (V-VI secolo a.C.); presso il Santuario di Sant'Antonio vennero rinvenute delle tombe di lastre foggiate all'etrusca. È stato rinvenuto anche un sotterratoio romano.
L'abbondanza di reperti dell'epoca romana avvalora l'ipotesi dell'etimologia di Albiano, quale territorio appartenente a un gruppo di famiglie derivanti dallo stesso ceppo il cui gentilizio era “Albius”. Al tempo della romanizzazione il paese si trovava nelle vicinanze di una scorciatoia della via Claudia Augusta Altinate, molto frequentata, specialmente nei periodi in cui il percorso principale, che si snodava sul fondovalle atesino, risultava impraticabile.
Secondo molti studiosi già dai tempi dei romani il territorio di Albiano è stato fatto oggetto di un'attività che sarebbe poi proseguita per tutta la sua storia, fino ai nostri giorni: l'attività mineraria ed estrattiva. A partire dal Medioevo peraltro lo sfruttamento, oltre ad ampliarsi, fu anche oggetto di regolamentazione. Nelle fonti storiche viene infatti menzionato Trentino, influente imprenditore delle miniere del Calisio, dunque anche di Albiano, e feudatario del principe-vescovo di Trento, Federico Vanga, cui succedette il figlio Federico d'Albiano, che partecipò attivamente alla compilazione del più antico statuto minerario, il famoso Codice Vanghiano, stilato nel 1208: primo ordinamento in Europa concernente le attività minerarie. L'estrazione della galena argentifera proseguì con alterne fortune fino al 1500.
Durante i primi decenni del 1300 Albiano faceva parte con Pinè e altri paesi della “gastaldia” di Pergine. Ripristinato il Principato vescovile di Trento, Albiano passò sotto la giurisdizione di Trento.
A seguito delle sconfitte napoleoniche e per effetto del Congresso di Vienna del 1815 i distretti di Trento e Bressanone venivano dichiarati parte integrante della provincia del Tirolo, avente il capoluogo a Innsbruck.
Al termine della prima guerra mondiale, per effetto dell'annessione con l'Italia, venne istituita la Provincia di Trento, che si estendeva da Ala al Brennero e introdotta la legislazione italiana, cosicché il Comune di Albiano venne retto da un Sindaco, da un Consiglio comunale e da una Giunta municipale. La presa di potere del fascismo, contrario ad ogni tipo di autonomia locale, comportò peraltro la soppressione degli organi comunali e l'istituzione della figura del Podestà, oltre alla soppressione di numerosi Comuni mediante il loro accorpamento ad altri. Lo stesso comune di Lona-Lases venne soppresso ed accorpato ad Albiano e si staccò soltanto al termine della seconda guerra mondiale, più precisamente nel 1952.
Nel corso dei secoli l'attività principale degli abitanti di Albiano è stata l'agricoltura e la pastorizia, unitamente alla selvicoltura. Le colture più diffuse erano la vite, il frumento, i castagni, i prati da fieno e da pascolo e tutte le essenze caratteristiche dell'agricoltura montana cosiddetta di sussistenza. Le condizioni di vita non erano certo floride e nel corso dell'800, causa il colera e altri eventi rovinosi, quali la siccità ed alcuni incendi, e ancora nei primi decenni del novecento, parecchie famiglie sono state costrette all'emigrazione, soprattutto verso le Americhe.

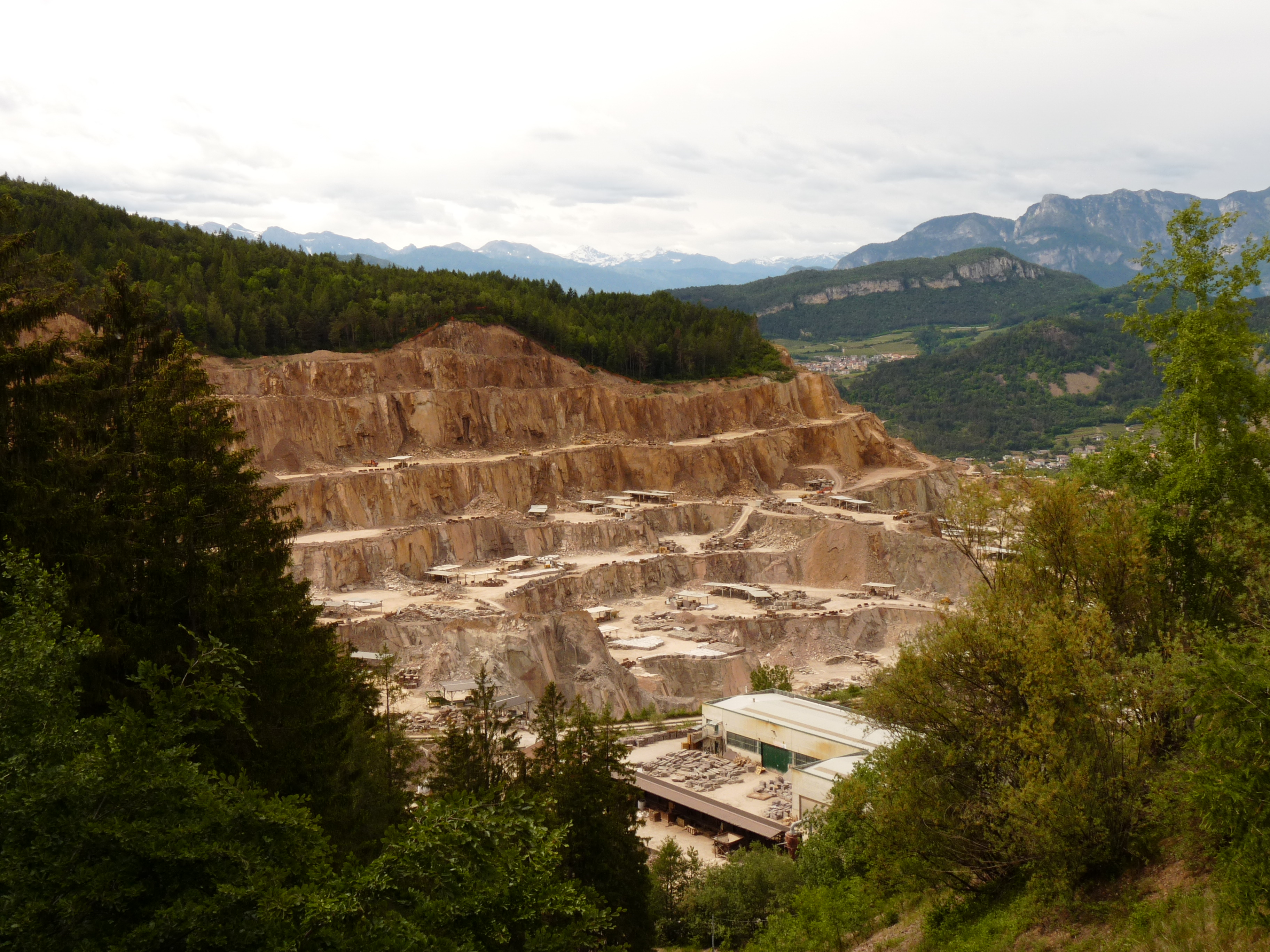
Albiano, giacimenti di porfido stratificato

Negli ultimi cento anni si è assistito ad un significativo capovolgimento della situazione economica del paese in virtù dell'attività estrattiva del porfido. Albiano risulta essere attualmente tra i principali centri europei di estrazione e lavorazione di questa pietra e costituisce un soggetto attivo a livello internazionale nella commercializzazione di questo prodotto. I giacimenti di materiale porfirico sono stati scoperti in concomitanza alla costruzione della strada provinciale Gardolo-Lases nel 1911, e via via sfruttati sempre più intensamente. Sono comparse sul monte Gaggio e sul monte Gorsa numerose cave a cielo aperto, dove vengono realizzati lastre, cubetti, cordonate e altri elementi lapidei necessari all'arredo urbano. Lo sviluppo di questa industria ha fermato la piaga dell'emigrazione ed è divenuta una delle attività principali della vallata e dell'intera provincia, richiamando manodopera, prima dal Mezzogiorno e poi anche da altre parti del mondo.

### Simboli
Lo stemma e il gonfalone sono stati proposti dal Consiglio comunale n. 133 dd. 29 settembre 1992 e approvati con deliberazione della Giunta regionale di Trento n. 307 del 25 gennaio 1993.
Stemma
Gonfalone

## Monumenti e luoghi d'interesse

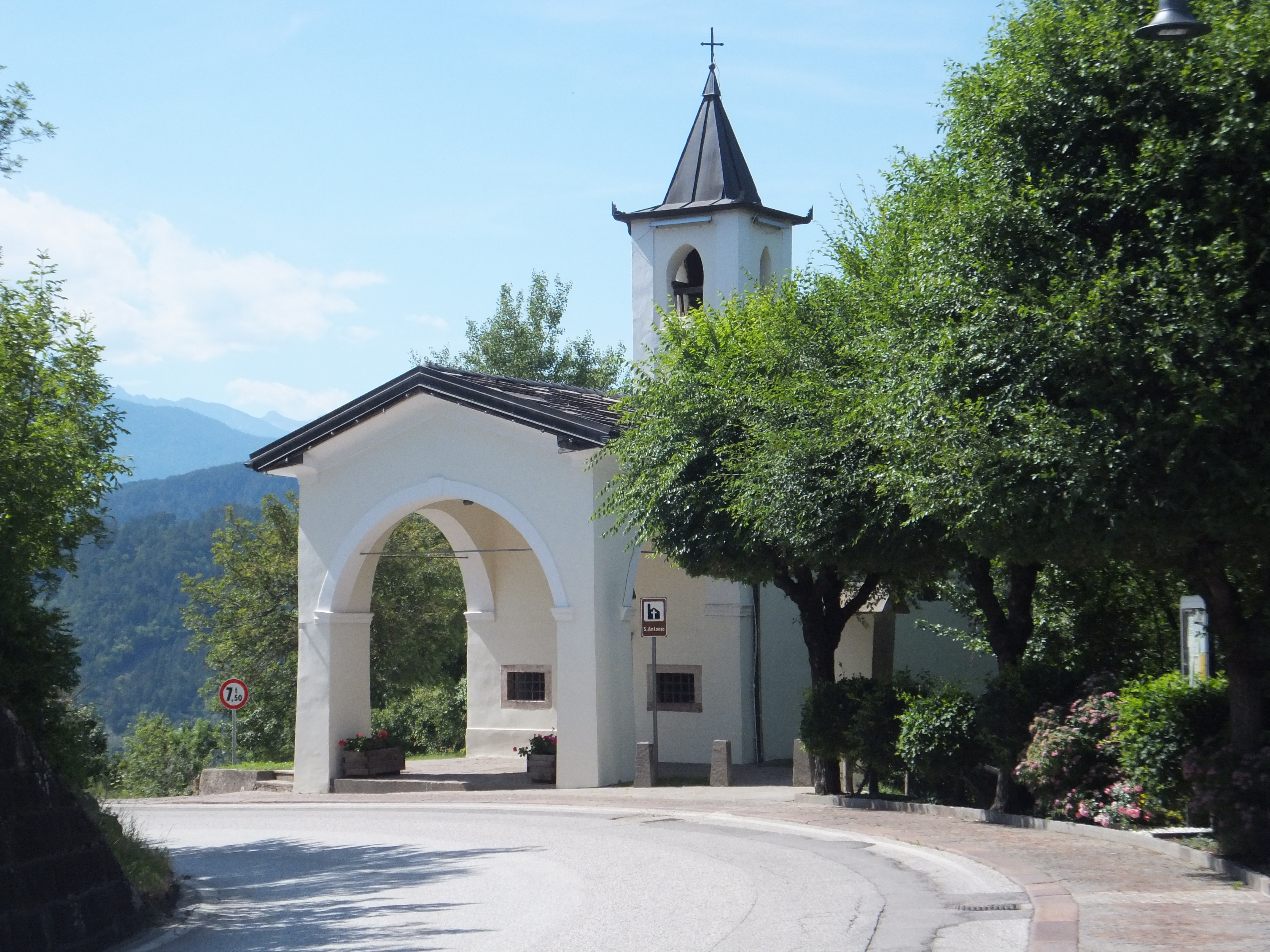
La chiesa di Sant'Antonio da Padova

### Architetture religiose
- Chiesa di San Biagio vecchia, ex parrocchiale, ora sussidiaria, attestata già nel XIV secolo.
- Chiesa di San Biagio nuova, parrocchiale, edificata nel 1932.
- Chiesa dei Santi Antonio di Padova e Rocco, sussidiaria, consacrata nel 1670.
- Chiesa di San Romedio, nella frazione di Barco di Sopra.

## Società
Al 1º gennaio 2015 la popolazione residente è di 1 530 abitanti ed è sicuramente uno dei principali centri del Trentino-Alto Adige per la produzione, l'estrazione e la commercializzazione del porfido.
Abitanti censiti

### Etnie e minoranze straniere
Secondo i dati ISTAT al 31 dicembre 2015 la popolazione straniera residente era di 151 persone. Le nazionalità maggiormente rappresentate in base alla loro percentuale sul totale della popolazione residente erano:
- Macedonia del Nord 65 (4,29%)
- Marocco 42 (2,77%)

## Geografia antropica
La circoscrizione territoriale ha subito le seguenti modifiche: nel 1928 aggregazione di territori del soppresso comune di Lona-Lases; nel 1952 distacco di territori per la ricostituzione del comune di Lona-Lases (Censimento 1951: pop. res. 704).

## Amministrazione
| Periodo          | Periodo          | Primo cittadino       | Partito      | Carica  | Note   |
| ---------------- | ---------------- | --------------------- | ------------ | ------- | ------ |
| 1974             | 1980             | Alfredo Ravanelli     | PPTT         | Sindaco | [ 12 ] |
| 12 giugno 1985   | 6 giugno 1990    | Alfredo Ravanelli     | PPTT         | Sindaco | [ 13 ] |
| 6 giugno 1990    | 5 giugno 1995    | Tiziano Odorizzi      | DC           | Sindaco | [ 13 ] |
| 5 giugno 1995    | 15 maggio 2000   | Fulvio Filippi        | Lista civica | Sindaco | [ 13 ] |
| 15 maggio 2000   | 9 maggio 2005    | Mario Casna           | Lista civica | Sindaco | [ 13 ] |
| 9 maggio 2005    | 17 maggio 2010   | Giuliano Ravanelli    | Lista civica | Sindaco | [ 13 ] |
| 17 maggio 2010   | 15 novembre 2015 | Maria Grazia Odorizzi | Lista civica | Sindaco | [ 13 ] |
| 15 novembre 2015 | in carica        | Erna Pisetta          | Lista civica | Sindaco | [ 14 ] |

### Gemellaggi
- Rio dos Cedros, dal 2008[15][16]